# Winthrop Paul Rockefeller

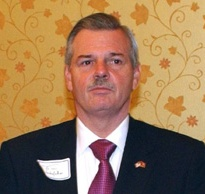
Winthrop Paul Rockefeller in 2002

Winthrop Paul Rockefeller (New York, 17 september 1948 - Little Rock, 16 juli 2006) was een Amerikaans politicus van de Republikeinse Partij. Hij diende als luitenant-gouverneur van Arkansas van 1996 tot zijn dood in 2006.

## Biografie
Rockefeller werd geboren in 1948 als zoon van Winthrop Rockefeller en Jievute Paulekiute. Zijn overgrootvader was de olietycoon John D. Rockefeller. Hij ging naar scholen in de Verenigde Staten, het Verenigd Koninkrijk en Zwitserland. In 1996 werd Rockefeller verkozen tot luitenant-gouverneur, de plaatsvervanger van de gouverneur, in Arkansas. Hij diende onder gouverneur Mike Huckabee. In 2005 werd Rockefeller ziek. Hij overleed een jaar later. 
Rockefeller was tweemaal gehuwd en had 7 kinderen. 
- Gemeinsame Normdatei: 131908073
- Virtual International Authority File: 38145602354701361050